# Goranin (osada leśna w powiecie gnieźnieńskim)
Goranin – osada leśna w Polsce położona w województwie wielkopolskim, w powiecie gnieźnieńskim, w gminie Czerniejewo.
W latach 1975–1998 miejscowość należała administracyjnie do województwa poznańskiego.

## Urodzeni w Goraninie
- Zygmunt Florian Dziembowski – polski prawnik, adwokat, poseł do Reichstagu Cesarstwa Niemieckiego, obrońca procesach politycznych przeciwko Polakom m.in. w procesie po strajku szkolnym we Wrześni z 1901 roku[4].